# Термено-сулла-Страда-дель-Вино
Термено-сулла-Страда-дель-Вино (итал. Termeno sulla Strada del Vino), до 1918 года Трамин (нем. Tramin an der Weinstraße) — коммуна в Италии, располагается в регионе Трентино — Альто-Адидже, в провинции Больцано. Известна тем, что дала название сортам винограда Траминер и Гевюрцтраминер.
Население составляет около 3,5 тысяч человек, плотность населения примерно составляет примерно 180 чел./км². Занимает площадь 19,44 км². Почтовый индекс — 39040. Телефонный код — 0471.
Покровительницей коммуны почитается святая Екатерина Александрийская, празднование 25 ноября.

## Демография
Динамика населения:

## Города-побратимы
- Рёдермарк, Германия (с 1978)
- Миндельхайм, Германия (с 1994)[4]
- Швац, Австрия (с 1998)

## Администрация коммуны
- Официальный сайт: http://www.comune.termeno.bz.it/